# Armonia Bordes
Armonia Bordes (Tolosa, 3 maggio 1945) è una politica francese.

## Biografia
Esponente di Lutte Ouvrière. È stata europarlamentare dal 1999 al 2004, eletta in Francia con la lista formata da Lutte Ouvriere e Ligue communiste révolutionnaire.